# Étienne de Flacourt
Étienne de Flacourt, nascut el 1607 a Orleans en el si d'una família noble i mort a la mar el 10 de juny del 1660 a l'altura de Lisboa, va ser un administrador francès que va exercir el paper de cap de colònia a Madagascar i al qual els historiadors atribueixen la segona o tercera presa de possessió per França de l'actual Illa de la Reunió, a l'oceà Índic. Durant el seu mandat, va escriure una obra de presentació per la qual es va fer ben aviat naturista i geògraf.